# Drain Gang
Drain Gang (такође познат као Gravity Boys и Shield Gang) је уметнички колектив који се првенствено фокусира на музику, састојићи се од шведских певача / репера Бладее и Екко2К, тајландског певача / репера Тхаибои Дигитал- а и шведских продуцента Вајтармор и Јаунг Шермана. Група је такође позната по свом модном издању, често идући за брендовима као што су АЛИКС Студио и моделирањем за ХОММЕ магазин.  
Група је основана 2013. године у Стокхолму. Тхаибои Дигитал је тада боравио у Шведској. Бладее и ЕККО2К су раније сарађивали као гриндцоре бенд Кросад.  Потписивање на YEAR0001 етикети, чланови Drain Gang-а је добили су значајну пажњу у клауд реп сцени због својих сарадњи са Јанг Лин-ом .  Продуцент Јанг Шеерман такође је члан Јанг Лин Садс Боис колектива. 
Тхаибои Дигитал је 2015. године депортован из Шведске због илегалне имиграције.  Путем интернета успео је да настави сарадњу са осталим члановима из свог новог дома у Бангкоку . Он и Бладее објавили су 2016. колаборативни ЕП под називом АвП, који је представио продукцију Вајтармора и Јанг Шермана. 
У 2017. години, Бладее, ЕККО2К и Тхаибои Дигитал издали су свој колаборативни албум Д&Г, на којем су учествовали продукција чланова Вајтармора, Јанг Шермана и честих сарадника Гуда, Воесума и аустралијског колектива Рипскуад. 
Група је 2019. објавила колаборативни ЕП под називом Траш Ајланд. Вајтармор је био извршни продуцент, док су се Рипскуад и немачки продуцент Мечаток вратили како би допринели додатној производњи. ЕП је био изненађујуће издање, јер није објављено на YEAR0001, нити о разним друштвеним медијима групе. 

## Заједничка дискографија
- GTBSG (2013) (Бладее, ЕККО2к и Тхаибои Дигитал, продукција ДЈ Смокеј, Џош Дајмонд, Саавагебеатз, Вајтармор и Јанг Шерман)
- AvP  (2016) (Бладее и Тхаибои Дигитал, продукције Вајтармор и Јанг Шерман)
- D&G (2017) (Бладее, ЕККО2К и Тхаибои Дигитал, са продукцијама Гуд, Воесум, Вајтармор, Рипскуад и Јанг Шерман)
- Trash Island (2019) (Бладее, ЕККО2К и Тхаибои Дигитал са продукцијом Вајтармор и Рипскуад)